# Saint George’s Parish (Bermuda)

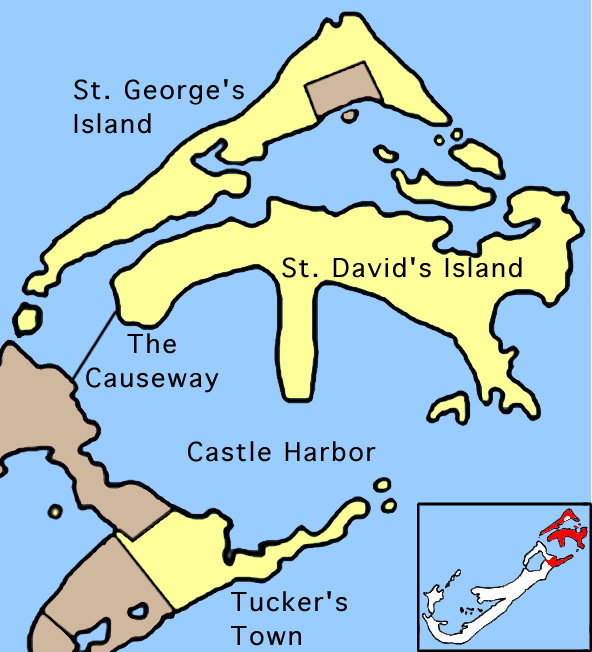
Lage des Saint George’s Parish innerhalb der Bermudas

Saint George’s Parish bezeichnet ein etwa 8,7 km² großes Verwaltungsgebiet von Bermuda mit 4132 Einwohnern (2016, Fläche und Einwohner der Gemeinde St. George’s nicht eingerechnet).
Der in deutschsprachigen Staaten mit einem Landkreis vergleichbare Parish liegt im Osten der Inselgruppe Bermuda und wird von allen östlich an die bermudische Hauptinsel Grand Bermuda angrenzenden Inseln im Castle Harbour und im Saint George’s Harbour gebildet (unter anderem Saint George’s Island und Saint David’s Island). Allerdings zählt auch ein kleines Gebiet an der östlichsten Spitze der Insel Grand Bermuda (Tuckers Town) zum Parish, hingegen nicht das Stadtgebiet der (kreisfreien) Gemeinde Saint George’s. Der Parish grenzt westlich nur an den Hamilton Parish, und zwar direkt im Osten von Grand Bermuda wie auch indirekt über The Causeway, einen 1000 Meter langen Fahrdamm zwischen Saint David’s Island und der bermudischen Hauptinsel.
Im Saint George’s Parish liegt – auf der künstlich erweiterten Insel Saint David’s – der Flughafen von Bermuda (L.F. Wade International Airport). Die einstige Vergrößerung der Insel zwecks Bau beziehungsweise Ausbau des Flughafens hat dazu geführt, dass der Saint George’s Parish flächenmäßig etwas größer als die anderen acht Parishes ist.
Das Verwaltungsgebiet ist nach dem englischen Admiral Sir George Somers (1554–1610) benannt, der 1609 die ersten Siedlungen auf den Bermudainseln gründete.